# Васил Дилев
Васил Дилев с псевдоним Дитляк (на македонска литературна норма: Васил Дилев) е бивш футболист, а след това и треньор от Социалистическа република Македония.

## Биография
Роден е през 1913 година в град Скопие и е един от първите футболисти в Македония. Играе на поста вратар в отборите на Македония (Скопие) и ФК Вардар. Играе за отборите на Победа (Скопие) и Славия, с който отбор през 1934 участва в квалификациите в Белград за влизане в Първа югославска лига. През 1942 година участва във финал за държавното първенство на България срещу отбора на Левски (София).
През сезон 1946/47 изиграва 8 мача за Победа (Скопие) и допуска 12 гола. След това става част от Вардар, където също пази в 8 двубоя. През сезон 1947/48 отборът изпада от Първа лига, а Дилев играе още един сезон във Втора лига, записвайки 6 срещи.
След края на кариерата си като футболист става първият професионален треньор в Македония. Умира в Скопие на 17 октомври 2011 година.